# Robert Rodriguez
Robert Anthony Rodríguez (n. 20 iunie 1968, San Antonio, Texas) este un regizor american de film, producător, scenarist, director de imagine și muzician. A filmat și produs majoritatea filmelor sale în Texasul natal și/sau în Mexic. A regizat filme notabile ca Desperado, From Dusk Till Dawn, The Faculty, "Sharkboy and Lavagirl",  Spy Kids, Sin City, Planet Terror sau Machete. Este prieten și colaborator frecvent cu producătorul de film Quentin Tarantino.
În ciuda faptului că a fost respins de școala de film de la Universitatea din Texas, Robert Rodriguez a creat primul său film de 16 mm de scurt metraj Bedhead care i-a deschis multe uși. Rodriguez a creat apoi primul său film de lung metraj El Mariachi care a fost preluat de către Columbia Pictures. După ce a regizat filmul de televiziune Road Racers, Rodriguez și-a continuat activitatea la Hollywood.
El Mariachi a fost primul film al lui Rodriguez din Trilogia Mexic care a mai inclus Desperado și Once Upon a Time in Mexico. Rodriguez a continuat să lucreze la alte serii de filme printre care hibridul film de groază - polițist De la apusul la răsăritul soarelui (From Dusk Till Dawn) și seria Joaca de-a spionii (Spy Kids) creat în genurile pentru familie, de aventură. Rodriguez, de asemenea, a colaborat cu regizorul de film Quentin Tarantino la diferite proiecte, cum ar fi Patru camere (Four Rooms), De la apusul la răsăritul soarelui (From Dusk Til Dawn), Kill Bill Vol. 2, Sin City sau Grindhouse.

## Biografie
Rodríguez s-a născut în San Antonio, Texas, ca fiul unor părinți mexicano-americani: Rebecca (născută Villegas), o asistentă medicală, și Cecilio G. Rodriguez, un agent de vânzări. El a început să fie interesat de film la vârsta de 11 ani când tatăl său i-a cumpărat unul dintre primele VCR-uri care avea și o cameră de filmat.

## Filmografie
| An   | Film                                                                                        | Ca      | Ca         | Ca        | Ca         | Ca                  | Ca      | Ca      |
| An   | Film                                                                                        | Regizor | Producător | Scenarist | Compozitor | Director de imagine | Monteur | Altceva |
| ---- | ------------------------------------------------------------------------------------------- | ------- | ---------- | --------- | ---------- | ------------------- | ------- | ------- |
| 1991 | Bedhead (film scurt)                                                                        | Da      | Da         | Da        | Da         | Da                  | Da      |         |
| 1992 | El Mariachi                                                                                 | Da      | Da         | Da        |            | Da                  | Da      |         |
| 1994 | Roadracers                                                                                  | Da      |            | Da        |            |                     | Da      |         |
| 1995 | Desperado                                                                                   | Da      | Da         | Da        |            |                     | Da      |         |
| 1995 | Four Rooms (Patru camere)                                                                   | Da      |            | Da        |            |                     | Da      |         |
| 1996 | From Dusk till Dawn (De la apusul la răsăritul soarelui)                                    | Da      |            |           |            |                     | Da      |         |
| 1997 | Full-Tilt Boogie                                                                            |         |            |           |            |                     |         | Da      |
| 1997 | Mimic                                                                                       |         |            |           |            |                     |         | Da      |
| 1998 | From Dusk Till Dawn 2: Texas Blood Money                                                    |         | Da         |           |            |                     |         |         |
| 1998 | The Faculty (Școală sub teroare)                                                            | Da      |            |           |            |                     | Da      |         |
| 1999 | From Dusk Till Dawn 3: The Hangman's Daughter                                               |         | Da         | Da        |            |                     |         |         |
| 2001 | Spy Kids (Joaca de-a spionii)                                                               | Da      | Da         | Da        | Da         |                     | Da      | Da      |
| 2002 | Spy Kids 2: The Island of Lost Dreams                                                       | Da      | Da         | Da        | Da         | Da                  | Da      | Da      |
| 2003 | Once Upon a Time in Mexico (A fost odată în Mexic - Desperado 2)                            | Da      | Da         | Da        |            | Da                  | Da      | Da      |
| 2003 | Spy Kids 3-D: Game Over                                                                     | Da      | Da         | Da        | Da         | Da                  | Da      | Da      |
| 2004 | Kill Bill Vol. 2                                                                            |         |            |           | Da         |                     |         |         |
| 2005 | The Adventures of Sharkboy and Lavagirl in 3-D (Aventurile lui Sharkboy și Lavagirl în 3-D) | Da      | Da         | Da        | Da         | Da                  | Da      | Da      |
| 2005 | Sin City                                                                                    | Da      | Da         | Da        | Da         | Da                  | Da      | Da      |
| 2007 | Death Proof                                                                                 |         | Da         |           |            |                     |         |         |
| 2007 | Planet Terror                                                                               | Da      | Da         | Da        | Da         | Da                  | Da      | Da      |
| 2008 | Dead On: The Life and Cinema of George A. Romero                                            |         |            |           |            |                     |         | Da      |
| 2008 | Fantastic Flesh: The Art of Make-Up EFX                                                     |         |            |           |            |                     |         | Da      |
| 2009 | Shorts                                                                                      | Da      | Da         | Da        | Da         | Da                  | Da      | Da      |
| 2010 | Predators                                                                                   |         | Da         |           |            |                     |         | Da      |
| 2010 | Machete                                                                                     | Da      | Da         | Da        |            |                     | Da      |         |
| 2011 | Spy Kids 4: All the Time in the World                                                       | Da      |            | Da        |            |                     | Da      |         |
| 2013 | Sin City: A Dame to Kill For                                                                | Da      | Da         | Da        |            |                     | Da      |         |
| 2013 | Machete Kills                                                                               | Da      | Da         | Da        |            |                     |         |         |

^ I Menționat și ca animator.

^ II Menționat și ca realizator al efectelor speciale.

^ III Menționat și ca participant la interviuri.

^ IV Menționat și ca regizor secund..

^ V Menționat și ca supervizor al efectelor speciale.

^ VI Menționat și ca realizator al montajului.

### Filmele cu cele mai mari încasări
Aceasta este lista filmelor cu cele mai mari încasări la care Rodriguez a colaborat ca scenarist, regizor sau producător potrivit Box Office Mojo.  Această listă nu include filmele la care a avut o contribuție minoră. Filmele lui Rodriguez au avut încasări de peste 590 de milioane de dolari americani cu o medie de 54 de milioane pe film.
| Poziție | Titlu                                         | Încasări mondiale (US$) |
| ------- | --------------------------------------------- | ----------------------- |
| 1       | Spy Kids 3D: Game Over                        | $197.011.982            |
| 2       | Sin City                                      | $158.753.820            |
| 3       | Spy Kids                                      | $147.934.180            |
| 4       | Spy Kids 2: The Island of Lost Dreams         | $119.723.358            |
| 5       | Once Upon a Time in Mexico                    | $98.185.582             |
| 6       | The Adventures of Sharkboy and Lavagirl in 3D | $69.425.966             |
| 7       | Machete                                       | $40.304.524             |
| 8       | The Faculty                                   | $40.283.321             |
| 9       | From Dusk Till Dawn                           | $25.836.616             |
| 10      | Shorts                                        | $25.747.167             |

## Colaborări
Ca majoritatea regizorilor, Rodriguez a distribuit anumiți actori în mai mult de un singur film.
Singurii actori care nu sunt enumerați mai jos sunt cei care apar doar în filmele Spy Kids sau în alte filme neregizate de  Rodriguez. Printre acești actori se numără Alan Cumming, Mike Judge, Matt O'Leary, Emily Osment și Tony Shalhoub.
| Actor                     | El Mariachi | Roadracers | Desperado | Four Rooms | From Dusk till Dawn | The Faculty | Spy Kids | Spy Kids 2 | Once Upon a Time in Mexico | Spy Kids 3 | Sharkboy and Lavagirl | Sin City | Planet Terror | Shorts | Machete | Spy Kids 4 | Sin City 2 | Machete Kills |
| ------------------------- | ----------- | ---------- | --------- | ---------- | ------------------- | ----------- | -------- | ---------- | -------------------------- | ---------- | --------------------- | -------- | ------------- | ------ | ------- | ---------- | ---------- | ------------- |
| Jessica Alba              |             |            |           |            |                     |             |          |            |                            |            |                       | No       |               |        | No      | No         | No         | No            |
| David Arquette            |             | No         |           |            |                     |             |          |            |                            |            | No                    |          |               |        |         |            |            |               |
| Electra and Elise Avellan |             |            |           |            |                     |             |          |            |                            |            |                       |          | No            |        | No      |            |            | No            |
| Antonio Banderas          |             |            | No        | No         |                     |             | No       | No         | No                         | No         |                       |          |               |        |         |            |            |               |
| Steve Buscemi             |             |            | No        |            |                     |             |          | No         |                            | No         |                       |          |               |        |         |            |            |               |
| George Clooney            |             |            |           |            | No                  |             | No       |            |                            | No         |                       |          |               |        |         |            |            |               |
| Rosario Dawson            |             |            |           |            |                     |             |          |            |                            |            |                       | No       |               |        |         |            | No         |               |
| Jeff Fahey                |             |            |           |            |                     |             |          |            |                            |            |                       |          | No            |        | No      |            |            |               |
| Carlos Gallardo1          | No          |            | No        |            |                     |             |          |            |                            |            |                       |          | No            |        |         |            |            |               |
| Carla Gugino              |             |            |           |            |                     |             | No       | No         |                            | No         |                       | No       |               |        |         |            |            |               |
| Josh Hartnett             |             |            |           |            |                     | No          |          |            |                            |            |                       | No       |               |        |         |            |            |               |
| John Hawkes               |             | No         |           |            | No                  |             |          |            |                            |            |                       |          |               |        |         |            |            |               |
| Salma Hayek               |             | No         | No        | No         | No                  | No          |          |            | No                         | No         |                       |          |               |        |         |            |            |               |
| Nicky Katt                |             |            |           |            |                     |             |          |            |                            |            |                       | No       | No            |        |         |            |            |               |
| Angela Lanza              |             |            | No        |            |                     |             | No       | No         |                            |            |                       |          |               |        |         |            |            |               |
| Tito Larriva              |             |            | No        |            | No                  |             |          |            | No                         |            |                       |          |               |        | No      |            |            |               |
| Michael Madsen            |             |            |           |            |                     |             |          |            |                            |            |                       | No       |               |        |         |            | No         |               |
| Cheech Marin              |             |            | No        |            | No                  |             | No       | No         | No                         | No         |                       |          |               |        | No      |            |            |               |
| Rose McGowan              |             |            |           |            |                     |             |          |            |                            |            |                       |          | No            |        | No      |            |            |               |
| Clive Owen                |             |            |           |            |                     |             |          |            |                            |            |                       | No       |               |        |         |            | No         |               |
| Robert Patrick            |             |            |           |            |                     | No          | No       |            |                            |            |                       |          |               |        |         |            |            |               |
| Michael Parks             |             |            |           |            | No                  |             |          |            |                            |            |                       |          | No            |        |         |            |            |               |
| Michelle Rodriguez        |             |            |           |            |                     |             |          |            |                            |            |                       |          |               |        | No      |            |            | No            |
| Rebel Rodriguez           |             |            |           |            |                     |             |          |            |                            |            | No                    |          | No            | No     |         |            |            |               |
| Mickey Rourke             |             |            |           |            |                     |             |          |            | No                         |            |                       | No       |               |        |         |            | No         |               |
| Daryl Sabara              |             |            |           |            |                     |             | No       | No         |                            | No         |                       |          |               |        | No      | No         |            |               |
| William Sadler            |             | No         |           |            |                     |             |          |            |                            |            |                       |          |               |        |         |            |            | No            |
| Tom Savini                |             |            |           |            | No                  |             |          |            |                            |            |                       |          | No            |        | No      |            |            | No            |
| Quentin Tarantino2        |             |            | No        | No         | No                  |             |          |            |                            |            |                       |          | No            |        |         |            |            |               |
| Danny Trejo               |             |            | No        |            | No                  |             | No       | No         | No                         | No         |                       |          |               |        | No      | No         |            | No            |
| Alexa Vega                |             |            |           |            |                     |             | No       | No         |                            | No         |                       |          |               |        |         | No         |            | No            |
| Patricia Vonne            |             |            | No        | No         |                     |             | No       |            |                            |            |                       | No       |               |        |         |            |            |               |
| Bruce Willis              |             |            |           | No         |                     |             |          |            |                            |            |                       | No       | No            |        |         |            |            |               |
| Elijah Wood               |             |            |           |            |                     | No          |          |            |                            | No         |                       | No       |               |        |         |            |            |               |
| Actor                     | El Mariachi | Roadracers | Desperado | Four Rooms | From Dusk till Dawn | The Faculty | Spy Kids | Spy Kids 2 | Once Upon a Time in Mexico | Spy Kids 3 | Sharkboy and Lavagirl | Sin City | Planet Terror | Shorts | Machete | Spy Kids 4 | Sin City 2 | Machete Kills |